# خطوط غرب الكاريبي الجوية رحلة 708
خطوط غرب الكاريبي الجوية رحلة 708 طائرة ماكدونل دوغلاس إم دي-82 الحاملة علي متنها 152 راكبا و8 من أفراد الطاقم المتجه من مدينة بنما إلى فور دو فرانس واجهت إنهيار عميق سببه خطأ الطيار والرياح العمودية بسبب تشغيل مضاد الجليد مما يؤدي إلى سحب طاقة المحركات النفاثة مما إدي إلى تقليل قوة دفع المحركات النفاثة مما أدي إلى بتحطمها قرب ماجیقویس الفنزويلاية وكان الطقس بليلة التحطم 16 أغسطس 2005 أعصار بحري بقوة رياح سرعتها 275/س وكمية قليلة من الجليد وتسبب فتح مضاد الجليد بزيادة بخسارة الطائرة قوة الرفع مما إدي إلى إنهيار عميق بسبب اختبار بسيط فعندما شغلت محققة JIAAC التكييف تسبب التكييف بانقطاع الكهرباء وعودتها عدة مرات وكان الطيار عمر أوسبينا ليس طيارآ أيضا كان يعمل لدي النوادي الليلية مما جعل ضغط العمل عليه أسوء وكانوا محققوا JIAAC وNTSB وBEA وUAEAC من فنزويلا والولايات المتحدة وفرنسا وكولومبيا وكان جميع الركاب علي متن الطائرة فرنسيون والطاقم علي متنها كولومبيون.